# Projeto Compartilhar
O Projeto Compartilhar foi um projeto de divulgação genealógica. 

## História
Fundado em junho de 2004, o projeto foi organizado pelas genealogistas Bartyra Sette (1944-2019),  Regina Moraes Junqueira, e Sílvia do Prado Buttros, e teve o intuito de deixar pública as informações genealógicas acerca da antiga Capitania de São Vicente, além das migrações para o estado de Minas Gerais.
Com o falecimento de Bartyra, o projeto foi paralisado, porém continua funcionando como um repositório de informações genealógicas.

## Honrarias
No dia 9 de novembro de 2019, o projeto recebeu a medalha do mérito genealógico "Cônego Raymundo Octávio da Trindade", entregue pelo Instituto Histórico e Geográfico de Minas Gerais.